# Aljoša Turk
Aljoša Turk (* 14. September 1989) ist ein slowenischer Badmintonspieler.

## Karriere
Aljoša Turk wurde 2006, 2007 und 2008 nationaler Juniorenmeister in Slowenien. 2008, 2010 und 2011 gewann er national bei den Erwachsenen Bronze. Bei den Slovak International 2008 wurde er ebenfalls Dritter.
2019 wurden er und sein Bruder Landesmeister im Herren-Doppel. Im gemischten Doppel stand er mit Nika Arih im Finale.
Clubs:
- BC Mirna 2005–2015, 2019–
- BCM Feldkirch 2015–2019

## Sportliche Erfolge
| Saison  | Veranstaltung                      | Disziplin | Platz | Partner      |
| ------- | ---------------------------------- | --------- | ----- | ------------ |
| 2006    | Slovenia Junior International 2006 | MD        | 1     | Matevž Bajuk |
| 2006    | Slovenia Junior Nationals 2006     | MD        | 1     | Matevž Bajuk |
| 2006    | Croatia Junior International 2006  | MS        | 3     |              |
| 2006    | Croatia Junior International 2006  | MD        | 3     | Matevž Bajuk |
| 2007    | Belgian Junior International 2007  | MD        | 1     | Matevž Bajuk |
| 2007    | Slovenia Junior International 2007 | MD        | 3     | Matevž Bajuk |
| 2007    | Slovak Junior International 2007   | MD        | 1     | Matevž Bajuk |
| 2007    | Slovenia Junior Nationals 2007     | MD        | 1     | Matevž Bajuk |
| 2007    | Czech Junior International 2007    | MD        | 3     | Matevž Bajuk |
| 2007    | Polish Junior International 2007   | MD        | 2     | Matevž Bajuk |
| 2007    | Croatia Junior International 2007  | MD        | 2     | Matevž Bajuk |
| 2007    | Finland Junior International 2007  | MD        | 2     | Matevž Bajuk |
| 2007    | Finland Junior International 2007  | MS        | 3     |              |
| 2006/07 | BE Junior Circuit 2006/2007        | MD        | 1     | Matevž Bajuk |
| 2007/08 | BE Junior Circuit 2007/2008        | MD        | 1     | Matevž Bajuk |
| 2008    | Slovenia Nationals 2008            | XD        | 3     | Tina Kodrič  |
| 2008    | Slovenia Junior Nationals 2008     | MD        | 1     | Matevž Bajuk |
| 2008    | Polish Junior International 2008   | MD        | 1     | Matevž Bajuk |
| 2008    | Spanish Junior International 2008  | MD        | 1     | Matevž Bajuk |
| 2008    | Slovenia Nationals 2008            | MD        | 3     | Matevž Bajuk |
| 2008    | Polish Junior International 2008   | MD        | 1     | Matevž Bajuk |
| 2008    | Slovakia International 2008        | MD        | 3     | Aleš Murn    |
| 2010    | Slovenia Nationals 2010            | MD        | 3     | Urban Turk   |
| 2011    | Slovenia Nationals 2011            | MD        | 3     | Urban Turk   |
| 2015    | Slovenia Nationals 2015            | MD        | 3     | Urban Turk   |
| 2016    | Slovenia Nationals 2016            | MD        | 3     | Urban Turk   |
| 2016    | Slovenia Nationals 2016            | XD        | 3     | Ema Cizelj   |
| 2017    | Slovenia Nationals 2017            | XD        | 3     | Ema Cizelj   |
| 2017    | Slovenia Nationals 2017            | MD        | 2     | Urban Turk   |
| 2018    | Slovenia Nationals 2018            | XD        | 3     | Ema Cizelj   |
| 2018    | Slovenia Nationals 2018            | MD        | 2     | Urban Turk   |
| 2019    | Slovenia Nationals 2019            | XD        | 2     | Nika Arih    |
| 2019    | Slovenia Nationals 2019            | MD        | 1     | Urban Turk   |